# Cleora vitensis
Cleora vitensis là một loài bướm đêm trong họ Geometridae.